# Acrulogonia reclusa
Acrulogonia reclusa är en insektsart som beskrevs av Young 1977. Acrulogonia reclusa ingår i släktet Acrulogonia och familjen dvärgstritar. Inga underarter finns listade i Catalogue of Life.